# Dar Robinson
Dar Allen Robinson (* 26. März 1947 in Los Angeles, Kalifornien; † 21. November 1986 in Page, Arizona) war ein US-amerikanischer Stuntman und Schauspieler.

## Leben und Werk
Robinson wuchs in Los Angeles auf und vollführte 1973 seinen ersten Stunt im Gefängnisdrama Papillon, wo er für Hauptdarsteller Steve McQueen von einem 30 Meter hohen Felsen in einen Fluss sprang. Im gleichen Jahr war er als Motorrad-Stuntfahrer in Calahan tätig.
1979 stellte er seinen ersten Weltrekord auf, als er aus 95 Metern aus einem Hubschrauber in ein Luftkissen stürzte. Insgesamt stellte er 21 Stunt-Weltrekorde auf. Für den Film Sharky und seine Profis sprang Robinson 1981 vom Westin Peachtree Plaza Hotel in Atlanta aus einer Höhe von 67 Metern (220 feet) und stellte damit einen Rekord für den höchsten Sprung ohne Sicherungsseil aus einem Gebäude auf, der für einen Spielfilm gedreht wurde. Im Film wurde jedoch nur ein kurzer Ausschnitt des Stunts gezeigt und für den Rest der Szene ein Dummy verwendet.
Zu seinen spektakulärsten Stunts gehörte 1979 ein Sprung vom 553 Meter hohen CN Tower. Dort doubelte er Christopher Plummer in der Actionkomödie Am Highpoint flippt die Meute aus. Den Fallschirm öffnete er erst in einer Höhe von 90 Metern. Robinson wiederholte den Sprung vom CN Tower am 12. August 1980 für die Dokumentation The World's Most Spectacular Stuntman, wobei er durch ein Seil gesichert wurde. Hierfür erhielt er die Rekordgage von 150.000 US-Dollar und steht damit im Guinness-Buch der Rekorde 1988 als der höchstbezahlte Stuntman überhaupt.
Dar Robinson war bekannt dafür, seine Stunts sehr penibel zu planen und erlitt während seiner fast 20-jährigen Karriere keine nennenswerten Verletzungen. 1986 verunglückte er während der Dreharbeiten von Million Dollar Mystery bei einer routinemäßigen Übung eines Motorradstunts. Robinson verlor die Kontrolle über sein Motorrad und fiel von einer Klippe in eine Rinne voller scharfkantiger Felsblöcke. Er starb an schweren inneren Verletzungen. Er hinterließ seine Frau Linda und ihren gemeinsamen Sohn sowie zwei Söhne aus einer früheren Ehe.

## Postume Ehrungen
Nach seinem Tod wurden ihm die Filme Die Vier-Millionen-Dollar-Jagd, Tornado und Lethal Weapon – Zwei stahlharte Profis gewidmet.
Sein Leben war Gegenstand der 1988 veröffentlichten Dokumentation The Ultimate Stuntman – A Tribute to Dar Robinson.

## Filmografie (Auswahl)

### Stuntman
- 1973: Papillon
- 1973: Calahan (Magnum Force)
- 1974: Flammendes Inferno (The Towering Inferno)
- 1975: Rollerball
- 1978: F.I.S.T. – Ein Mann geht seinen Weg (F.I.S.T.)
- 1980: Die unglaubliche Reise in einem verrückten Flugzeug (Airplane!)
- 1981: Ein Colt für alle Fälle (The Fall Guy, Fernsehserie)
- 1981: Sharky und seine Profis (Sharky's Machine)
- 1982: Am Highpoint flippt die Meute aus (Highpoint)
- 1984: Police Academy – Dümmer als die Polizei erlaubt (Police Academy)
- 1984: Rückkehr aus einer anderen Welt (Iceman)
- 1985: Sie nannten ihn Stick (Stick)
- 1985: Leben und Sterben in L.A. (To Live and Die in L.A.)
- 1986: King Kong lebt (King Kong lives)
- 1987: Lethal Weapon – Zwei stahlharte Profis (Lethal Weapon)
- 1987: Die 4-Millionen-Dollar-Jagd (Million Dollar Mystery)

### Schauspieler
- 1975: Doc Savage – Der Mann aus Bronze (Doc Savage: The Man of Bronze)
- 1977: Verschollen im Bermuda-Dreieck (Airport '77)
- 1981: Nachtfalken (Nighthawks)
- 1983: Starflight One – Irrflug ins Weltall (Starflight: The Plane That Couldn't Land)
- 1984: Police Academy – Dümmer als die Polizei erlaubt (Police Academy)
- 1985: Sie nannten ihn Stick (Stick)
- 1985: Leben und Sterben in L.A. (To Live and Die in L.A.)
- 1986: Vamp
- 1987: Cyclone